# Mario Balotelli
Mario Balotelli Barwuah (italienskt uttal: [ˈmaːrjo baloˈtɛlli]), född 12 augusti 1990 i Palermo, är en italiensk fotbollsspelare som spelar som anfallare för Serie A-klubben Genoa.
Balotelli inledde sin professionella fotbollskarriär i Lumezzane och hade endast spelat två matcher i A-laget innan han fick chansen att provspela för FC Barcelona. Provspelet blev dock misslyckat och Balotelli gick istället till Inter 2007. Roberto Mancini tog ut Balotelli i A-laget, men efter att Mancini lämnat klubben blev Balotelli allt mer odisciplinerad. Han hade en spänd relation med den nya huvudtränaren José Mourinho, vilket slutade med att Balotelli i augusti 2010 värvades av Manchester City, där han återförenades med Roberto Mancini.
I augusti 2007 blev Balotelli uttagen till Ghanas A-landslag. Han avböjde erbjudandet med hänvisning till sin vilja att spela för Italien. Ett år senare fick Balotelli italienskt medborgarskap och blev genast uttagen i Italiens U21-landslag. Han debuterade för Italiens seniorlandslag den 10 augusti 2010, i en vänskapsmatch mot Elfenbenskusten.

## Uppväxt
Mario Balotelli föddes i Palermo, Sicilien av de ghananska invandrarna Thomas och Rose Barwuah. Familjen flyttade till Bagnolo Mella i provinsen Brescia i Lombardiet kort efter att Mario fötts. Som spädbarn hade han livshotande problem med sina tarmar, vilket ledde till ett antal operationer men 1992 hade hans tillstånd förbättrats. Marios Balotellis hälsoproblem och familjens svåra levnadsvillkor gjorde att familjen beslutade att be om hjälp av socialen som rekommenderade att han skulle placeras på fosterhem. År 1993 enades familjen Barwuah om att överlåta vårdnaden av den treåriga pojken till Francesco och Silvia Balotelli. När Mario Balotelli blivit känd frågade hans biologiska föräldrar om han ville återvända till dem. Han anklagade dem senare för "jakt på ära" och sa att de bara ville ha tillbaka honom för att han blivit känd. Enligt lag var Balotelli tvungen att vänta tills han var 18 år för att ansöka om italienskt medborgarskap, då familjen Balotelli inte formellt hade adopterat honom. Han fick sitt medborgarskap den 13 augusti 2008.
Balotelli har tre biologiska syskon, Abigail, Enoch och Angel. Enoch Barwuah, två år yngre, provspelade för engelska Premier League-laget Stoke City i december 2011.

## Klubbkarriär

### Lumezzane
Balotelli började spela fotboll i Lumezzane. Vid 15 års ålder blev han uppflyttad till A-laget, där han gjorde sin debut i en Serie C1-match mot Padova.

### Inter
Balotelli var som 15-åring på provspel i FC Barcelona. Provspelet med Barcelona var ej lyckat och Balotelli värvades istället av Inter 2006. Övergången var ett delägande av spelaren och kostade klubben 150 000 euro. I juni 2007 köpte Inter resten av delägarskapet för ytterligare 190 000 euro. Han gjorde sin debut i A-laget och Serie A den 16 december 2007, när han ersatte David Suazo i 2–0-segern mot Cagliari. Tre dagar senare var han med i startelvan i en Coppa Italia-match mot Reggina, där han gjorde två mål i matchen som slutade med en 4–1-seger. Balotelli fick nationell uppmärksamhet när han gjorde två mål mot Juventus i den andra matchen i kvartsfinalen i Coppa Italia och var avgörande för Inters bortavinst med 3–2. Hans första mål i Serie A kom sedan i april 2008 i 2–0-bortasegern mot Atalanta. Inter vann Serie A 2007/2008. Balotelli var avbytare i Supercoppa Italiana-finalen 2008 mot AS Roma. Han kom in för Luís Figo och gjorde mål i den 83:e minuten. Matchen slutade 2–2 och Inter vann till slut med 6–5 på straffar.
I november 2008 gjorde han sitt första Champions League-mål, i 3–3-matchen mot den cypriotiska klubben Anorthosis Famagusta. Han blev då den yngsta Inter-spelare (18 år och 85 dagar) att göra mål i Champions League. Rekordet övertog han från Obafemi Martins, vars rekord var 18 år och 145 dagar. I april 2009 gjorde Balotelli Inters mål i 1–1-matchen mot Juventus, där han under hela matchen blev utsatt för rasistiska glåpord av Juventus fans, inklusive ramsor som "Svarta italienare existerar inte". Efteråt sade Inters ägare Massimo Moratti att han skulle tagit laget från planen om han varit närvarande. De rasistiska ramsorna fördömdes också av Juventus ordförande Giovanni Cobolli Gigli och Juventus fick spela en match utan publik på grund av händelsen. Inter vann den säsongen Serie A för fjärde gången i rad.
Under sin andra säsong med Inter hade Balotelli disciplinära problem, framför allt med huvudtränaren José Mourinho som uteslöt honom från A-laget under andra halvan av januari 2009. Tidigare den säsongen hade Mourinho anklagat Balotelli för att inte anstränga sig på träningarna och sagt "Jag är orolig, enligt mig kan inte en ung pojke som han tillåta sig att träna mindre än människor som Figo, Córdoba och Zanetti." Balotelli var fortsatt utsatt för rasistiska ramsor under säsongen och stod i fokus hos Juventus supportrar även då inte Inter spelade, vilket ledde till att Juventus två gånger bötfälldes och att klubben slutligen straffades med att en del av deras arena stängdes.
Balotellis disciplinära problem och svåra relation med Mourinho fortsatte under säsongen 2009/2010. I november spelade Inter 1–1 mot Roma och Mourinho kritiserade sina spelare och sa att Balotelli "var nära en nolla i betyg". Den unge anfallaren fick återigen höra glåpord från Juventus supportrar i Derby d'Italia-mötet med klubben den 5 december 2009, då Inter förlorade med 2–1. Buropen kom efter att han blivit armbågad av Juventus mittfältare Felipe Melo och sedan fallit på planen medan han höll för sitt ansikte. Filmningen ledde till att Melo fick sitt andra gula kort i matchen och därmed blev utvisad. Händelsen utlöste en hätsk ordväxling mellan lagkamraten Thiago Motta och Juventus målvakt Gianluigi Buffon. Spänningen mellan Balotelli och Mourinho kulminerade strax före andra matchen i UEFA Champions League mot Chelsea, där den unge anfallaren inte var uttagen efter ett gräl med Mourinho. Trots Inters 1–0-seger på Stamford Bridge, London, blev Balotelli kritiserad av flera spelare inklusive kaptenen Javier Zanetti och veteranförsvararen Marco Materazzi såväl som av sin egen agent. I mars 2010 fick Balotelli tung kritik från fansen när han offentligt bar en AC Milan-tröja (Inters stadsrivaler) på den italienska showen Striscia la Notizia.

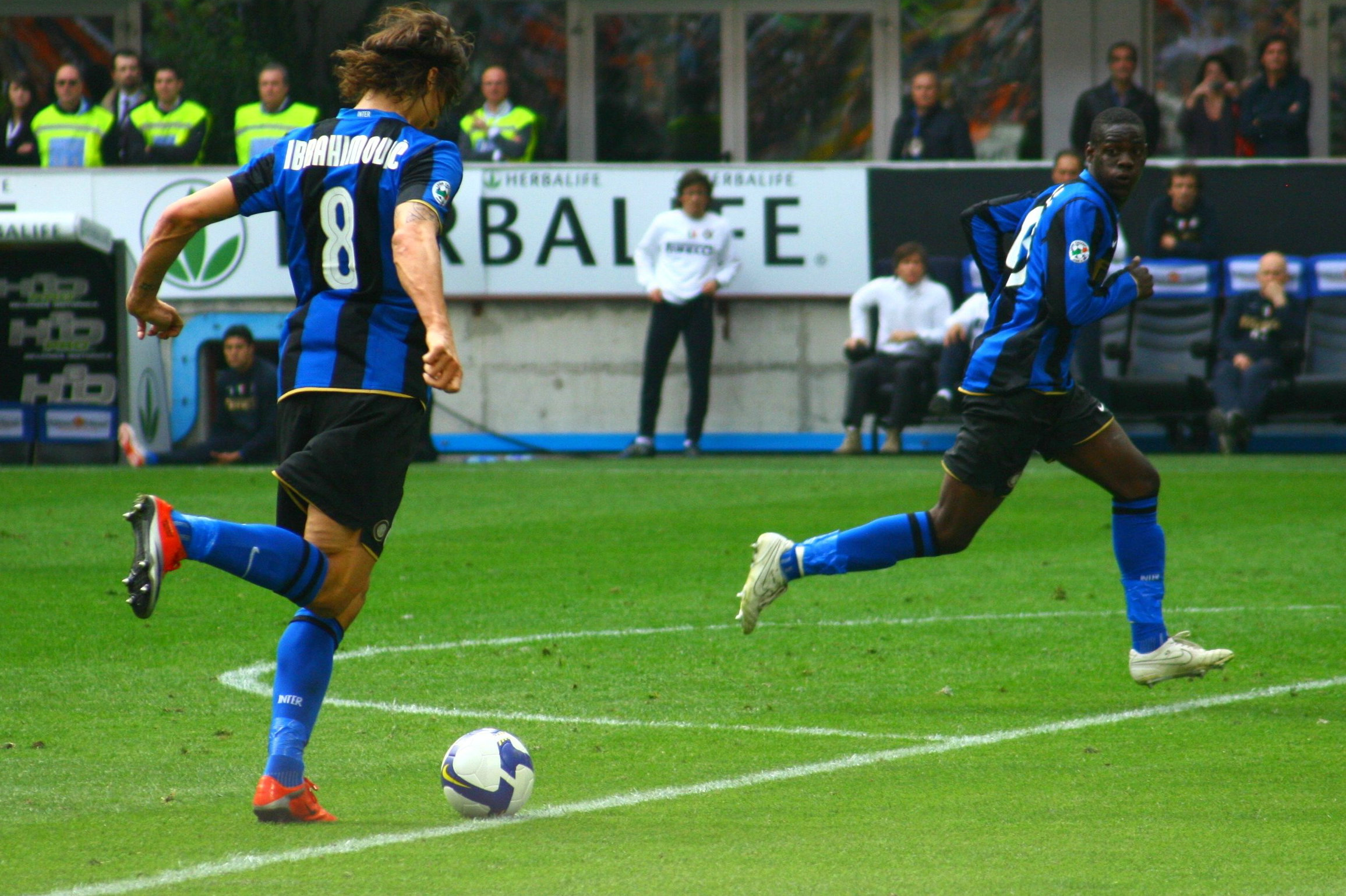
Zlatan Ibrahimović med Balotelli

Balotelli gav en ursäkt på Inters officiella webbplats där man kunde läsa:
| ” | "Jag är ledsen för den situation som har skapats på senare tid. Jag är den första person som har lidit eftersom jag älskar fotboll och jag vill spela och nu väntar jag i tystnad så att jag kan återvända till att vara användbar för mitt lag. Jag vill lägga det förflutna bakom mig, blicka framåt och koncentrera mig på de kommande åtagandena och göra mig redo." Mario Balotelli | „ |

Efter en tid utanför laget var Balotelli återigen uttagen i matchen mot Bologna, han gjorde ett mål i 3–0-segern. Han skapade snabbt kontroverser igen när han efter Champions League-semifinalen mot Barcelona den 20 april kastade sin tröja på marken som svar till Inters fans som hade buat ut honom för att han hade spelat dåligt. Detta ledde till att en liten grupp supportrar försökte attackera Balotelli efter matchen. Hans beteende ogillades av supportrar, lagkamrater och fotbollsexperter.

### Manchester City
Efter veckor med spekulationer kom Inter överens med Manchester City om en övergång för Balotelli. Han blev klar för City den 12 augusti 2010 och kostade britterna 22 miljoner euro, vilket var en vinst på 21 856 miljoner euro för Inter. I Manchester City återförenades Balotelli med sin tidigare tränare Roberto Mancini, som sa att "hans spelstil kommer att passa i Premier League och eftersom han fortfarande är så ung finns det en stor chans för honom att förbättras som spelare. Han är en stark och spännande spelare som Citys supportrar kommer njuta av att titta på".

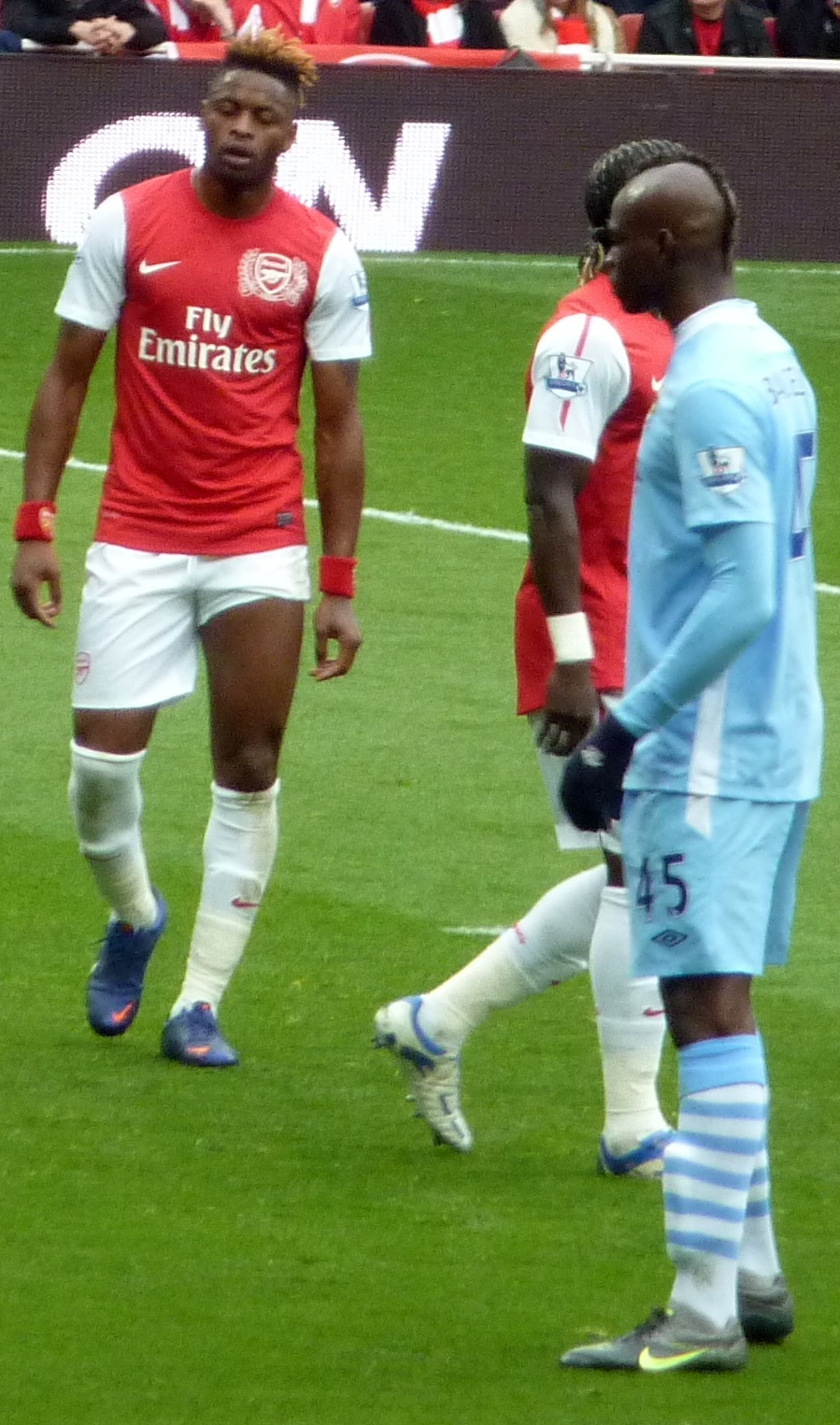
Balotelli (höger) med Alex Song i april 2012.

Den 19 augusti 2010 byttes Balotelli in och gjorde mål i sin debut mot FC Timișoara i en 1–0-bortaseger i Europa League. Han skadade den yttre menisken i sitt högra knä i matchen och den 8 september genomgick han en operation som höll honom ur spel fram till i oktober. Balotelli gjorde till slut sin Premier League-debut den 24 oktober när han byttes in i 0–3-hemmaförlusten mot Arsenal och han gjorde sin debut från start den 30 oktober i 2–1-bortaförlusten mot Wolverhampton Wanderers. Balotelli gjorde sitt första och andra Premier League-mål i en 2–0-bortaseger mot West Bromwich Albion den 7 november. I samma match fick Balotelli rött kort för våldsamt beteende efter en konflikt med Youssouf Mulumbu, något Roberto Mancini beskrev som orättvist. Balotelli gjorde de två första av Citys tre mål i 3–0-segern över Red Bull Salzburg i Manchester Citys gruppspelsmatch i Europa League.
Den 21 december 2010 vann Balotelli Golden Boy Award och sa efteråt att Lionel Messi var den enda en av de tidigare vinnarna som var bättre än han själv. Han hävdade också att han inte känner till Arsenals Jack Wilshere som kom på andra plats i omröstningen. Den 28 december 2010 gjorde Balotelli sitt första hattrick i Premier League, i 4–0-segern över Aston Villa. Trots detta hade Balotelli fortfarande problem och i mars 2011 skickades han av planen i den andra matchen mot Dynamo Kiev i Europa League. Den 14 maj 2011 blev Balotelli matchens spelare i finalen av FA-cupen 2011, när Manchester City besegrade Stoke City med 1–0 och vann sin första trofé på trettiofem år.
Balotelli gjorde sitt första mål säsongen 2011/2012 i en 2-0-seger i Carling Cup mot Birmingham. Han följde upp detta genom att göra matchens första mål mot Everton tre dagar senare. Den 1 oktober 2011 gjorde han sitt tredje mål på lika många matcher i 4–0-segern borta mot Blackburn Rovers. Balotelli gjorde de två första målen och fick Jonny Evans utvisad i Citys 1–6-vinst mot Manchester United på Old Trafford den 23 oktober 2011. Balotelli gjorde sin Champions League-debut för Manchester City den 2 november 2011, i ett möte med Villarreal. Han gjorde mål på straff i matchen, vilket var hans första CL-mål för City och hans sjunde mål sammanlagt den säsongen. Den 27 november byttes Balotelli in i den 65:e minuten mot Liverpool och blev utvisad efter att ha fått två gula kort. Han gjorde med hjälp av sin högra axel Citys 5–1-mål i vinstmatchen mot Norwich den 3 december. Den 12 december gjorde han Citys 1–0-mål mot Chelsea på Stamford Bridge efter bara två minuter, Chelsea vände dock och vann med 2–1.
Den 22 januari 2012 blev Balotelli inbytt i en match mot Tottenham Hotspur och under matchens gång såg han ut att försöka trampa på Scott Parker. Balotelli var redan varnad men fick inte ett andra kort av domaren Howard Webb eftersom denne inte såg händelsen. Balotelli gjorde därefter sitt första mål 2012 under stopptid, vilket säkrade en 3–2-seger för City. Balotelli åtalades för våldsamt uppträdande för sparken mot Scott Parker och blev avstängd fyra matcher, tre för våldsamt beteende och ytterligare en för att det var hans andra utvisning. Den 25 februari gjorde Balotelli sitt 10:e ligamål för säsongen i en 3–0-hemmaseger mot Blackburn Rovers. Han gjorde även mål i nästa match, en 2–0-seger mot Bolton. Den 31 mars gjorde Balotelli två mål i 3–3-hemmamatchen mot Sunderland. Dock fick Balotelli kritik för sitt beteende i matchen, efter att han bråkat med Aleksandar Kolarov om en frispark. Roberto Mancini hävdade efter matchen att han hade övervägt att byta ut Balotelli redan fem minuter in i matchen. Den 8 april 2012 fick Balotelli sin fjärde röda kort, efter att ha fått två gula kort i Citys 0–1-förlust mot Arsenal i april 2012, båda korten efter situationer med Bacary Sagna. Efter Arsenalmatchen verkade Mancini ha tappat sitt tålamod med Balotelli och sa att Balotelli inte skulle spela fler matcher under säsongen utan säljas av klubben. Dock byttes Balotelli in när City vände underläge till vinst i en match mot Queens Park Rangers, vilket innebar säkrade Premier League-titeln 2011/2012.

### AC Milan
Den 29 januari 2013 värvades Balotelli av AC Milan, där han skrev på ett 4,5-årskontrakt. Balotelli tilldelades tröjnumret 45, samma nummer som han haft i Inter och Manchester City. Den 3 februari 2013 debuterade Balotelli för Milan och gjorde två mål i en 2–1-vinst över Udinese. I de följande två matcherna gjorde Balotelli ytterligare två mål, varav ett frisparksmål mot Parma. Balotelli gjorde sitt femte mål på fem matcher då han agerade inhoppare i en 2–0-vinst över Genoa. I matchen efter, mot Palermo, fortsatte Balotelli sitt imponerande målfacit då han gjorde ytterligare två mål. Han gjorde senare fyra mål på tre matcher mot Catania, Torino och Pescara. På säsongens sista matchdag gjorde Balotelli sitt 12:e mål på 13 matcher för Milan, då de slog Siena med 2–1 och säkrade en plats i Champions League 2013/2014.
Den 22 september 2013 missade Balotelli för första gången en straff i en tävlingsmatch efter att han tidigare gjort mål på 21 straffar i rad. Straffen räddades av José Reina i en match Milan förlorade med 2–1 mot Napoli. Den 7 december 2013 gjorde Balotelli två mål i en 2–2-match mot Livorno. Totalt spelade Balotelli 30 ligamatcher och gjorde 14 mål säsongen 2013/2014.

### Liverpool
Den 25 augusti 2014 värvades Balotelli av Liverpool FC från AC Milan för drygt 180 miljoner kronor. Tiden med Liverpool blev inte särskilt lyckad, efter att ha spelat 16 matcher och bara gjort 1 mål blev han lånad tillbaka till AC Milan. Där spelade han 20 matcher men mäktade bara med ett mål även där.

### OGC Nice
31 augusti 2016 blev det officiellt att Balotelli hade blivit värvad på en fri transfer för OGC Nice. Efter flera svaga säsonger för Balotelli i ryggen blev inledningen för Nice en bra historia. Efter bara tre matcher hade Balotelli gjort fem mål.

## Landslagskarriär

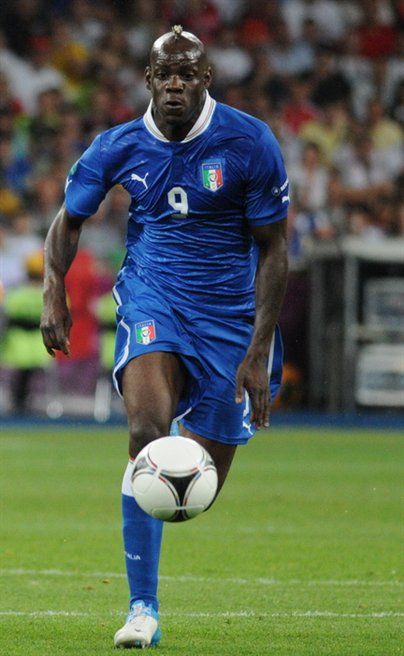

Balotelli spelade inte för de italienska U15- och U17-landslagen då han fortfarande var ghanansk medborgare. Den 7 augusti 2007, fem dagar innan han fyllde 17 blev Balotelli uttagen i Ghanas A-landslag av deras tränare Claude Le Roy till en vänskapsmatch mot Senegal på New Den-stadion i London, England den 21 augusti 2007. Han avböjde erbjudandet med hänvisning till hans vilja att spela för Italien. Han uppgav också att hans vilja var att få ett italienskt pass och kunna representera Italiens A-landslag.

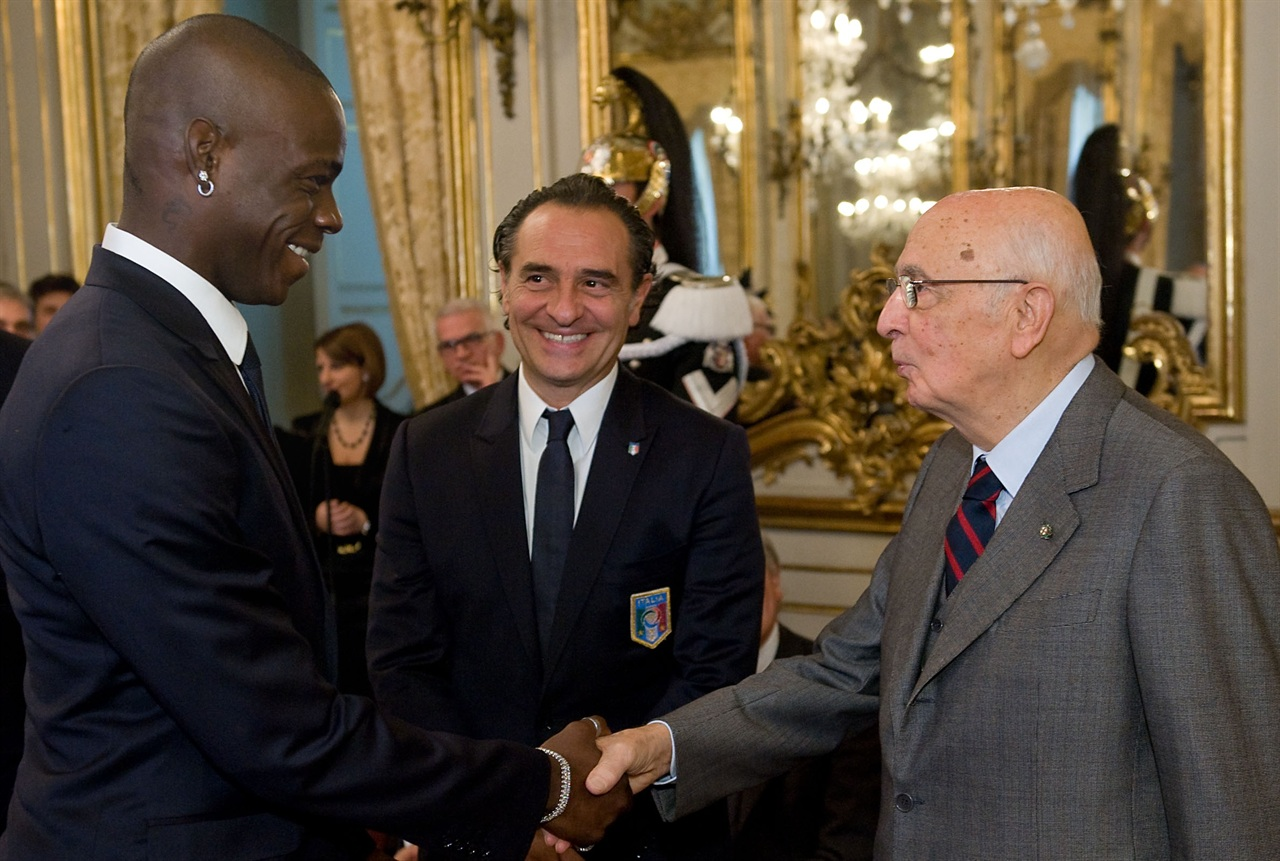
Balotelli och Italiens tränare Cesare Prandelli (mitten) träffar Italiens president Giorgio Napolitano (höger) i november 2011

Italiens U21-tränare Pierluigi Casiraghi förklarade att hans avsikt var att ta ut Balotelli när han fått italienskt medborgarskap. Den 13 augusti 2008 fick Balotelli slutligen ett italienskt medborgarskap och Casiraghi tog ut honom i Italiens U21-landslag "Azzurrini" den 29 augusti till matcherna mot Grekland och Kroatien. I sin debut den 5 september 2008 mot Grekland U21 gjorde han sitt första mål i en match som slutade 1–1.
Balotelli var med i den slutliga 23-mannatruppen till U21-Europamästerskapet 2009 och gjorde öppningsmålet mot värdlandet Sverige i den 23:e minuten. Knappt 15 minuter senare fick han rött kort efter en efterslängare mot den svenska mittfältaren Pontus Wernbloom.
Balotelli blev för första gången uttagen i Italiens A-landslag av den nya huvudtränaren Cesare Prandelli till en vänskapsmatch mot Elfenbenskusten - den första matchen efter VM 2010. Den 10 augusti 2010, två dagar före sin 20-årsdag gjorde han sin debut tillsammans med Antonio Cassano och Amauri på topp i en match som slutade med förlust, 0–1. Den 11 november 2011 gjorde Balotelli sitt första mål i A-landslaget i 2–0-segern mot Polen på Stadion Miejski i Wrocław, Polen.

## Spelstil
Balotelli är en snabb spelare som har ett kraftfullt skott och en teknisk förmåga, men som har kritiserats för sin attityd. Han kallas ofta för "Super Mario" och kan spela överallt i anfallet.

## Personlighet och rykte
"Problemet är att han på grund av sin ålder kan göra några misstag. Han är Mario. Han är galen – men jag älskar honom eftersom han är en bra kille."
"Jag är klar med honom. Jag är klar. Han är inte en dålig kille och han är en fantastisk spelare, men jag tycker väldigt synd om honom eftersom han fortsätter att förlora sin talang och sin kvalitet. Jag har inga ord för hans beteende. Jag hoppas att han kan förstå att hans beteende är dåligt för hans framtid och jag hoppas verkligen att han kan ändra sitt beteende i framtiden. Men jag är klar."
Balotelli har fått ett rykte om att vara en utåtriktad person, mycket han gjort utanför planen har rapporterats i pressen. Balotellis utåtriktade personlighet har gjort att Manchester Citys supportrar ofta sjunger en serenad med en text som refererar till hans upptåg och musikern Tinchy Stryder har spelat in en låt i Balotellis ära.
Bara några dagar efter att han flyttat till Manchester City var han inblandad i en bilolycka. Det rapporterades att Balotelli bar på 5 000 pund och att en polis hade frågat varför, med Balotelli som svarat: "Eftersom jag är rik". Andra händelser utanför plan som har rapporterats är att han kört in i ett kvinnofängelse i Italien och kastat pilar på en ungdomsspelare under en träning, ett så kallat "spratt". Det har även ryktats om att Balotelli har konfronterat en mobbare i en skola efter att en ung City-supporter inte varit i skolan och att han gett 1 000 pund till en hemlös man på gatan i Manchester, vilket senare visade sig vara falskt. Videomaterial på Balotelli innan Citys Europa League-match mot Dinamo Kiev i mars 2011 visar honom behövande hjälp att sätta på en träningsväst, en händelse som lagkamraten Edin Džeko sågs imitera följande vecka på uppvärmningen innan Citys match mot Chelsea. Balotelli har förvandlat trädgården i sitt hem i Manchester till en racerbana för fyrhjulingar.
Balotelli firade sitt mål mot Manchester United i oktober 2011 genom att visa en tröja med orden: "Why always me?" (svenska: Varför alltid jag?) – ett firande som ifrågasatts av tidningarna. Dagen innan matchen rapporterades att Balotelli skjutit fyrverkeripjäser från badrumsfönstret i sitt hem, vilket han förnekade och skyllde på att det varit en kompis som satt eld på huset. Senare samma vecka presenterades han som ambassadör för fyrverkerisäkerhet. Den 5 november 2011 brändes en 12 meter hög avbildning av Balotelli ner i Edenbridge, Kent.
I december 2011 bröt Balotelli ett 48 timmar långt utegångsförbud före Citys match mot Chelsea för att gå till ett "curry house", en sorts indisk restaurang. Klubben inledde en intern utredning och menade att han riskerade disciplinära åtgärder. Samma månad rapporterades det att Balotelli besökt sin lokala kyrka där han donerat 200 pund och sedan besökt en pub i Chorlton-cum-Hardy och där köpt en runda värd 1 000 pund. Balotellis utfärd och donation till kyrkan bekräftades senare av kyrkans präst.
En annan märklig händelse var att Balotelli gjorde ett oväntat framträdande på Andrea Stramaccionis första presskonferens som tränare för Inter i mars 2012. Balotelli kom in i pressrummet, skakade hand med Stramaccioni och de andra människorna på podiet innan han lämnade presskonferensen.

## Karriärstatistik

### Klubblag
| Klubb              | Säsong             | Liga                   | Liga    | Liga | Nationell cup | Nationell cup | Ligacup | Ligacup | Internationell cup | Internationell cup | Övrigt  | Övrigt | Totalt  | Totalt |
| Klubb              | Säsong             | Division               | Matcher | Mål  | Matcher       | Mål           | Matcher | Mål     | Matcher            | Mål                | Matcher | Mål    | Matcher | Mål    |
| ------------------ | ------------------ | ---------------------- | ------- | ---- | ------------- | ------------- | ------- | ------- | ------------------ | ------------------ | ------- | ------ | ------- | ------ |
| Lumezzane          | 2005/2006          | Serie C1               | 2       | 0    | —             | —             | —       | —       | —                  | —                  | —       | —      | 2       | 0      |
| Inter              | 2007/2008          | Serie A                | 11      | 3    | 4             | 4             | —       | —       | 0                  | 0                  | 0       | 0      | 15      | 7      |
| Inter              | 2008/2009          | Serie A                | 22      | 8    | 2             | 0             | —       | —       | 6                  | 1                  | 1       | 1      | 31      | 10     |
| Inter              | 2009/2010          | Serie A                | 26      | 9    | 5             | 1             | —       | —       | 8                  | 1                  | 1       | 0      | 40      | 11     |
| Inter              | Totalt             | Totalt                 | 59      | 20   | 11            | 5             | —       | —       | 14                 | 2                  | 2       | 1      | 86      | 28     |
| Manchester City    | 2010/2011          | Premier League         | 17      | 6    | 5             | 1             | 0       | 0       | 6                  | 3                  | —       | —      | 28      | 10     |
| Manchester City    | 2011/2012          | Premier League         | 23      | 13   | 0             | 0             | 2       | 1       | 6                  | 3                  | 1       | 0      | 32      | 17     |
| Manchester City    | 2012/2013          | Premier League         | 14      | 1    | 1             | 0             | 1       | 1       | 4                  | 1                  | 0       | 0      | 20      | 3      |
| Manchester City    | Totalt             | Totalt                 | 54      | 20   | 6             | 1             | 3       | 2       | 16                 | 7                  | 1       | 0      | 80      | 30     |
| Milan              | 2012/2013          | Serie A                | 13      | 12   | 0             | 0             | —       | —       | —                  | —                  | —       | —      | 13      | 12     |
| Milan              | 2013/2014          | Serie A                | 30      | 14   | 1             | 1             | —       | —       | 10                 | 3                  | —       | —      | 41      | 18     |
| Milan              | Totalt             | Totalt                 | 43      | 26   | 1             | 1             | —       | —       | 10                 | 3                  | —       | —      | 54      | 30     |
| Liverpool          | 2014/2015          | Premier League         | 16      | 1    | 4             | 0             | 3       | 1       | 5                  | 2                  | —       | —      | 28      | 4      |
| AC Milan (lån)     | 2015/2016          | Serie A                | 20      | 1    | 3             | 2             | —       | —       | —                  | —                  | —       | —      | 23      | 3      |
| Nice               | 2016/2017          | Ligue 1                | 23      | 15   | 0             | 0             | 1       | 1       | 4                  | 1                  | —       | —      | 28      | 17     |
| Nice               | 2017/2018          | Ligue 1                | 28      | 18   | 0             | 0             | 1       | 1       | 9                  | 7                  | —       | —      | 38      | 26     |
| Nice               | 2018/2019          | Ligue 1                | 10      | 0    | 0             | 0             | 0       | 0       | —                  | —                  | —       | —      | 10      | 0      |
| Nice               | Totalt             | Totalt                 | 61      | 33   | 0             | 0             | 2       | 2       | 13                 | 8                  | —       | —      | 76      | 43     |
| Marseille          | 2018/2019          | Ligue 1                | 15      | 8    | 0             | 0             | 0       | 0       | —                  | —                  | —       | —      | 15      | 8      |
| Brescia            | 2019/2020          | Serie A                | 19      | 5    | 0             | 0             | —       | —       | —                  | —                  | —       | —      | 19      | 5      |
| Monza              | 2020/2021          | Serie B                | 12      | 5    | —             | —             | —       | —       | —                  | —                  | 2       | 1      | 14      | 6      |
| Adana Demirspor    | 2021/2022          | Süper Lig              | 31      | 18   | 2             | 1             | —       | —       | —                  | —                  | —       | —      | 33      | 19     |
| Adana Demirspor    | 2022/2023          | Süper Lig              | 2       | 0    | —             | —             | —       | —       | —                  | —                  | –       | –      | 2       | 0      |
| Adana Demirspor    | Totalt             | Totalt                 | 33      | 18   | 2             | 1             | —       | —       | —                  | —                  | —       | —      | 35      | 19     |
| Sion               | 2022/2023          | Schweiziska superligan | 18      | 6    | 1             | 0             | —       | —       | —                  | —                  | —       | —      | 19      | 6      |
| Adana Demirspor    | 2023/2024          | Süper Lig              | 16      | 7    | —             | —             | —       | —       | —                  | —                  | —       | —      | 16      | 7      |
| Genoa              | 2024/2025          | Serie A                | 6       | 0    | —             | —             | —       | —       | —                  | —                  | —       | —      | 6       | 0      |
| Totalt i karriären | Totalt i karriären | Totalt i karriären     | 374     | 150  | 28            | 10            | 8       | 5       | 58                 | 22                 | 5       | 2      | 473     | 189    |

1. 1 2 3 4  Matcher i Champions League
2. 1 2  Matcher i Supercoppa italiana
3. 1 2  Matcher i Europa League
4. ↑  Tre matcher och två mål i Champions League, tre matcher och ett mål i Europa League
5. ↑  Match i FA Community Shield
6. ↑  Tre matcher och ett mål i Champions League, två matcher och ett mål i Europa League
7. ↑  Två matcher och ett mål i Champions League, sju matcher och sex mål i Europa League
8. ↑  Matcher i uppflyttningsplayoff i Serie B

### Landslagsmål
| Nr  | Datum             | Arena                               | Motståndare  | Mål | Resultat | Tävling                                           |
| --- | ----------------- | ----------------------------------- | ------------ | --- | -------- | ------------------------------------------------- |
| 1.  | 11 november 2011  | Stadion Miejski, Wrocław            | Polen        | 1–0 | 2–0      | Vänskapsmatch                                     |
| 2.  | 18 juni 2012      | Stadion Miejski, Poznań             | Irland       | 2–0 | 2–0      | Europamästerskapet i fotboll 2012                 |
| 3.  | 28 juni 2012      | Nationalstadion, Warszawa           | Tyskland     | 1–0 | 2–1      | Europamästerskapet i fotboll 2012                 |
| 4.  | 28 juni 2012      | Nationalstadion, Warszawa           | Tyskland     | 2–0 | 2–1      | Europamästerskapet i fotboll 2012                 |
| 5.  | 16 oktober 2012   | San Siro, Milano                    | Danmark      | 3–1 | 3–1      | Kvalspelet till världsmästerskapet i fotboll 2014 |
| 6.  | 21 mars 2013      | Stade de Genève, Genève             | Brasilien    | 2–2 | 2–2      | Vänskapsmatch                                     |
| 7.  | 26 mars 2013      | Ta’ Qali-stadion, Attard            | Malta        | 1–0 | 2–0      | Kvalspelet till världsmästerskapet i fotboll 2014 |
| 8.  | 26 mars 2013      | Ta’ Qali-stadion, Attard            | Malta        | 2–0 | 2–0      | Kvalspelet till världsmästerskapet i fotboll 2014 |
| 9.  | 16 juni 2013      | Estádio do Maracanã, Rio de Janeiro | Mexiko       | 2–1 | 2–1      | Confederations Cup 2013                           |
| 10. | 19 juni 2013      | Arena Pernambuco, Recife            | Japan        | 3–2 | 4–3      | Confederations Cup 2013                           |
| 11. | 10 september 2013 | Juventus Stadium, Turin             | Tjeckien     | 2–1 | 2–1      | Kvalspelet till världsmästerskapet i fotboll 2014 |
| 12. | 15 oktober 2013   | Stadio San Paolo, Neapel            | Armenien     | 2–2 | 2–2      | Kvalspelet till världsmästerskapet i fotboll 2014 |
| 13. | 14 juni 2014      | Arena Amazonia, Manaus              | England      | 2–1 | 2–1      | Världsmästerskapet i fotboll 2014                 |
| 14. | 28 maj 2018       | Kybunpark, St. Gallen               | Saudiarabien | 1–0 | 2–1      | Vänskapsmatch                                     |

## Meriter

### Klubblag
Inter
- Serie A (3): 2007/2008, 2008/2009, 2009/2010
- Coppa Italia (1): 2009/2010
- Italienska supercupen (1): 2008
- UEFA Champions League (1): 2009/2010

Manchester City
- Premier League (1): 2011/2012
- FA-cupen (1): 2010/2011

### Individuella
- Golden Boy Award (1): 2010
- Matchens spelare i finalen av FA-cupen: 2011

### Landslag
Italien
- EM Silver 2012